# 다마노촌 (후쿠시마현)
다마노촌(玉野村)은 후쿠시마현 북부, 소마군에 속했던 촌이다. 현재의 소마시에 해당한다.

## 역사
- 1889년 4월 1일 - 정촌제 시행에 의해 2촌이 합병해 우다군 다마노촌이 성립하였다.
- 1896년 4월 1일 - 우다군이 나메가타 군과 합병해 소마 군이 성립하였다.
- 1954년 3월 31일 - 나카무라 정, 오노 촌, 이토요 촌, 야와타 촌, 야마카미 촌, 닛타키 촌, 이소베 촌과 합병해 소마 시가 되어, 동일 다마노 촌이 폐지되었다.

## 교통

### 도로
- 나카무라 가도 (현: 국도 115호선)

## 참고문헌
- 角川日本地名大辞典 7 福島県